# Snakes and Ladders
Snakes and Ladders – czwarty album studyjny szkockiego muzyka Gerry’ego Rafferty’ego, wydany w kwietniu 1980 r. przez wytwórnię United Artists Records pod numerem katalogowym UAK 30298 (Wielka Brytania).

## Spis utworów
Wszystkie utwory napisane przez Gerry’ego Rafferty’ego
| A1. | "The Royal Mile"        | 3:51  |
|     |                         |       |
| A2. | "I Was a Boy Scout"     | 4:13  |
|     |                         |       |
| A3. | "Welcome to Hollywood"  | 5:17  |
|     |                         |       |
| A4. | "Wastin' Away"          | 3:36  |
|     |                         |       |
| A5. | "Look at the Moon"      | 2:20  |
|     |                         |       |
| A6. | "Bring It All Home"     | 4:39  |
|     |                         |       |
| B1. | "The Garden of England" | 4:07  |
|     |                         |       |
| B2. | "Johnny's Song"         | 3:23  |
|     |                         |       |
| B3. | "Didn't I"              | 4:13  |
|     |                         |       |
| B4. | "Syncopatin' Sandy"     | 4:23  |
|     |                         |       |
| B5. | "Cafe Le Cabotin"       | 4:53  |
|     |                         |       |
| B6. | "Don't Close The Door"  | 3:45  |
|     |                         |       |
|     |                         | 48:40 |
|     |                         |       |

## Muzycy
- Gerry Rafferty – śpiew, gitara, instrumenty klawiszowe
- Mo Foster – gitara basowa
- Ian Lynn – instrumenty klawiszowe
- Richard Brunton – gitara basowa
- Mel Collins – saksofon
- Raphael Ravenscroft – saksofon
- Richard Harvey – syntezator
- Bryn Harworth - gitara
- Liam Genockey – perkusja
- Frank Ricotti – instrumenty perkusyjne
- Jerry Donahue - gitara
- Pete Wingfield – organy, syntezator
- Betsy Cooke – chórki
- Pete Zorn – gitara basowa

## Pozycje na listach
| Lista 1980          | Pozycja |
| ------------------- | ------- |
| Lista amerykańska   | 61      |
| Lista brytyjska     | 15      |
| Lista niemiecka     | 34      |
| Lista holenderska   | 17      |
| Lista nowozelandzka | 30      |
| Lista szwedzka      | 36      |

## Notowania singli
| Rok  | Singel              | Notowania            | Poz. |
| ---- | ------------------- | -------------------- | ---- |
| 1980 | "Bring It All Home" | UK Top 40            | 54   |
| 1980 | "Royal Mile"        | US Billboard Hot 100 | 54   |
| 1980 | "Royal Mile"        | UK Top 40            | 67   |

## Certyfikaty
| Kraj                  | Certyfikacja      | Sprzedaż |
| --------------------- | ----------------- | -------- |
| Wielka Brytania (BPI) | 1 x srebrna płyta |          |